# هاري أوليفر
هاري أوليفر (بالإنجليزية: Harry Oliver)‏ (16 فبراير 1921 بسندرلاند في المملكة المتحدة - 11 يناير 1994 بسندرلاند في المملكة المتحدة) هو لاعب كرة قدم بريطاني (وحمل سابقاً جنسية المملكة المتحدة لبريطانيا العظمى وأيرلندا) في مركز الدفاع. شارك مع منتخب إنجلترا تحت 16 سنة لكرة القدم. أما مع النوادي، فقد لعب مع نادي برينتفورد ونادي هارتلبول يونايتد ونادي واتفورد وكانتربري سيتي ‏.